# Misleševo
Misleševo (mazedonisch Мислешево; albanisch definit Mislleshova, indefinit Mislleshovë) ist ein Dorf in der Gemeinde Struga und ein Vorort der gleichnamigen Stadt im Südwesten Nordmazedoniens. Der Ohridsee und der Flughafen Ohrid liegen nur 1 km südlich bzw. östlich des Dorfes entfernt.

## Dorfbild und Lage
Das Dorf besteht aus zwei Kernen: einen neueren Viertel an der Europastraße und ein älterer im Nordosten. Nachbardörfer sind im Norden Moroišta, im Westen Struga, im Süden einige Seeufervororte von Struga und im Osten befindet sich der Flughafen.

## Bevölkerung
Die Volkszählung 2021 ergab folgende ethnische Aufteilung:
| Mazedonier | Albaner | Türken | Aromunen | Roma | Serben | Bosniaken | Andere | Total |
| ---------- | ------- | ------ | -------- | ---- | ------ | --------- | ------ | ----- |
| 2.195      | 368     | 50     | 38       | 26   | 7      | 3         | 282    | 2.969 |

Die meisten Mazedonier, alle Aromunen, ein Teil der Roma und alle Serben gehören dem christlich-orthodoxen Glauben an. Alle Albaner und Türken, der andere Teil der Roma und alle Bosniaken wiederum gehören dem islamischen Glauben an.

## Wirtschaft und Verkehr
Das Dorf ist traditionell in der Landwirtschaft tätig, es werden Getreide, Mais, Kartoffeln, Tomaten und Tabak angebaut. An der Europastraße E852, die das östlich gelegene Ohrid mit Struga und Tirana verbindet, befinden sich viele kleine Gewerbebetriebe und kleine Geschäfte, die mehrheitlich von Albanern geführt werden, da diese auch mehrheitlich hier im Zentrum siedeln.